# Stéphane Javalet
 (novembre 2010).
Si vous disposez d'ouvrages ou d'articles de référence ou si vous connaissez des sites web de qualité traitant du thème abordé ici, merci de compléter l'article en donnant les références utiles à sa vérifiabilité et en les liant à la section « Notes et références ».
Stéphane Javalet est un directeur sportif français né le 29 janvier 1961 à Paris. Il est le manager de l'équipe cycliste Saint Michel-Auber 93.

## Biographie
Stéphane Javalet débute dans le cyclisme en tant que cycliste amateur. Il se rend vite compte qu'il ne possède pas le niveau. Il devient alors employé au service des sports de la ville d'Aubervilliers. Il s'occupe de l'équipe cycliste en tant qu'éducateur dans un club dirigé par Jean Zivy puis par Bruno Zomer, grâce auquel il va faire prospérer l'équipe à la fin des années 1980. La crise économique du début des années 1990 frappe le cyclisme français de plein fouet. Pour pallier la disparition des équipes R.M.O Liberia et Eurotel, qui laisse de nombreux coureurs français sans employeur, la Fédération française de cyclisme (FFC) décide d'autoriser les équipes amateurs à posséder une section professionnelle dans leur effectif, sous le label d'«équipe promotionnelle». La FFC lance un appel d'offres et deux équipes franciliennes, Aubervilliers 93-Peugeot et Catavana-AS Corbeil Essonne-Cedico, dont le leader est Marc Madiot, accèdent à ce statut.
Durant sa première année, l'équipe remporte 5 victoires, faisant mieux que prévu. Stéphane Javalet monte un effectif jeune qu'il souhaite amener au Tour de France. Contre toute attente, l'équipe Aubervilliers 93 survit à sa première saison malgré le départ du leader Philippe Bouvatier pour Le Groupement.
L'équipe s'installe comme équipe formatrice qui donne sa chance aux jeunes coureurs. Elle participe à de nombreuses courses dont Paris-Roubaix. L'année suivante, elle est retenue sur le Tour de France. C'est une satisfaction pour Stéphane Javalet qui lance ses jeunes sur la plus grande course cycliste au monde. Ce premier tour se passe de manière idéale avec dès la quatrième étape la victoire du jeune Cyril Saugrain au terme d'une échappée. La fin de ce tour est un peu plus compliquée puisque seuls trois coureurs finissent l'épreuve. L'équipe participe à cinq tours de France jusqu'en 2001, sa dernière participation à l'épreuve. Lors de cette édition 2001, l'équipe se fait encore remarquer par son tempérament offensif. L'année suivante, elle n'est pas retenue sur le Tour de France mais participe au Tour d'Espagne, grâce à son leader Felix Garcia Casas qui termine huitième de l'épreuve. 
Stéphane Javalet tombe malade et ne peut s'opposer à la rétrogradation en troisième division de son équipe. L'équipe reprend son rôle promotionnel, ce qui provoque le départ de son sponsor titre BigMat. L'équipe va reprendre son nom d'origine pendant cinq saisons. Pendant cette période Javalet forme des coureurs, mais ne peut qu'à de rares occasions disputer des grandes épreuves.
Fin 2009 Stéphane Javalet parvient à faire revenir BigMat dans le cyclisme et relance ainsi son équipe qui compte devenir une équipe continentale professionnelle d'ici 2012.
En 2012, le club décide de la création d'une section féminine passée professionnelle en 2021 et invitée à participer au Tour de France Femmes 2022.